# Orthocentrus ambiguus
Orthocentrus ambiguus là một loài tò vò trong họ Ichneumonidae.